# Cesano Boscone
Cesano Boscone és un municipi italià, situat a la regió de la Llombardia i a la ciutat metropolitana de Milà. L'any 2004 tenia 23.309 habitants.